# Spinnerin am Kreuz (Wiener Neustadt)

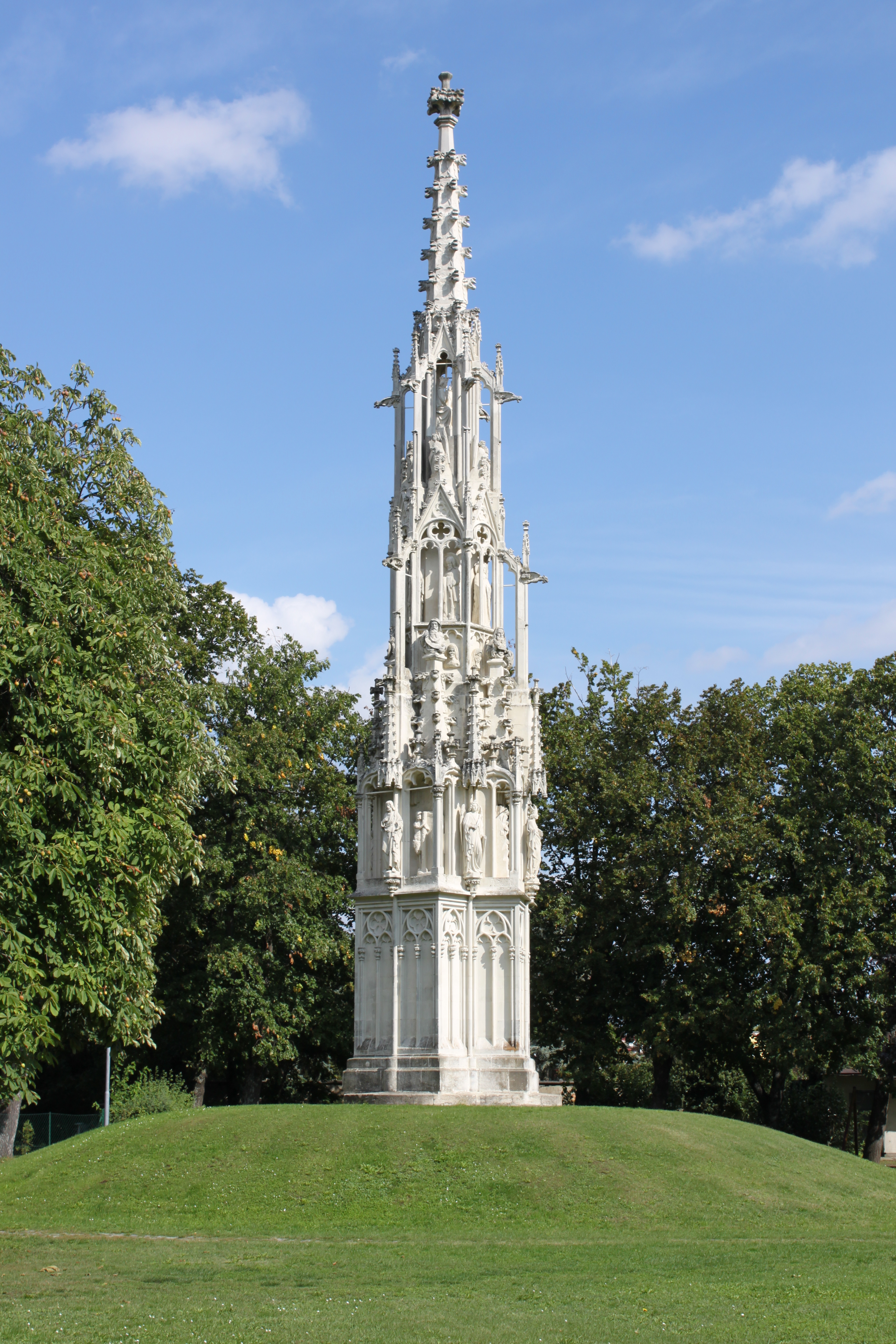
Spinnerin am Kreuz (2010)

Als Spinnerin am Kreuz wird eine gotische Bildsäule aus Sandstein in Wiener Neustadt bezeichnet. Die Säule wurde nach Entwürfen des Baumeisters Michael (genannt Michael Knab) errichtet. Eine Säule namens Spinnerin am Kreuz gibt es auch in Wien.

## Allgemeines

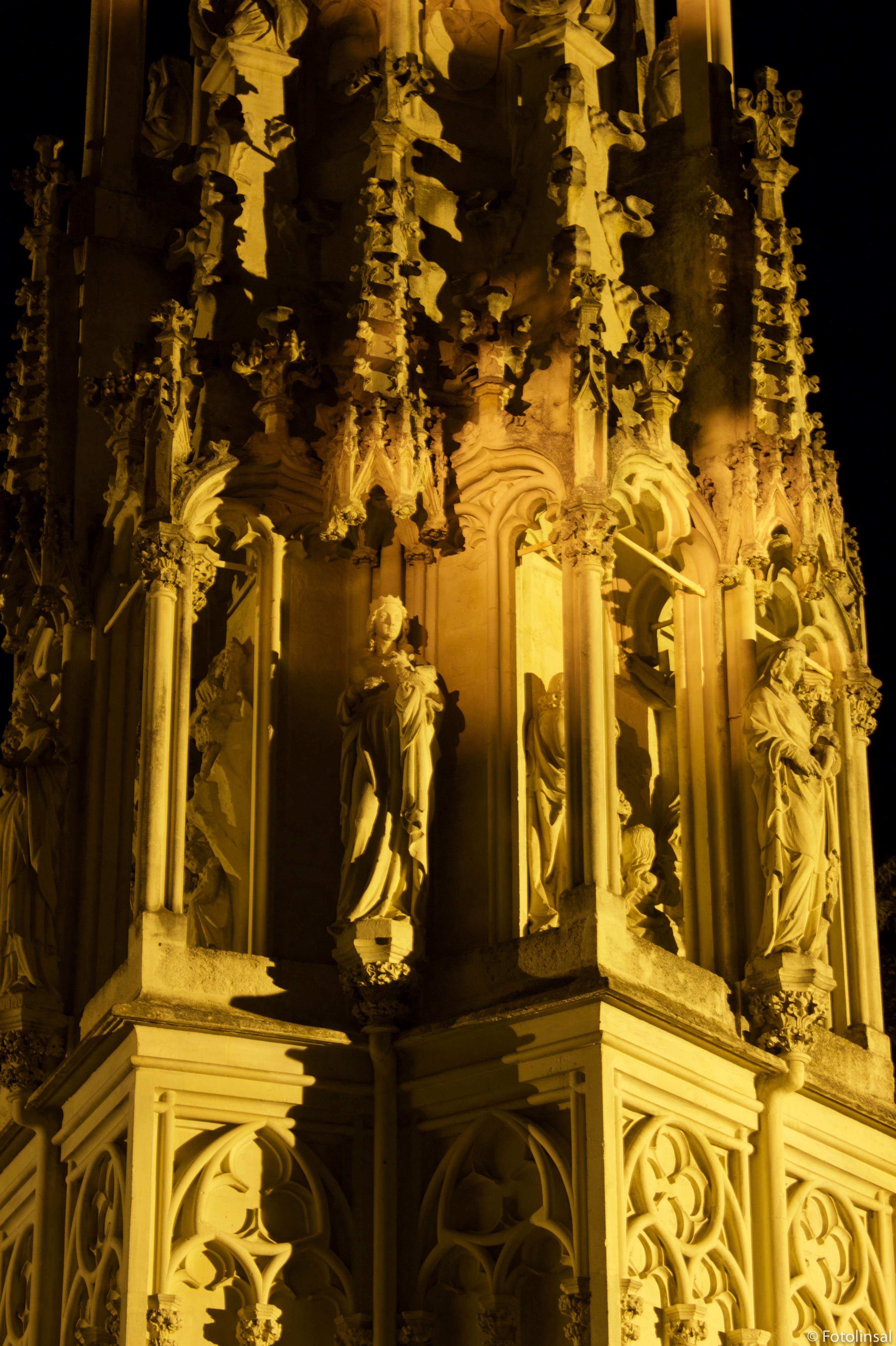
Spinnerin bei Nacht, Detailaufnahme

Die 21 m hohe, nach oben hin stark verjüngende Säule wurde vom Wiener Neustädter Stadtrichter und späteren Bürgermeister Wolfhart von Schwarzensee gestiftet, 1382 bis 1384 errichtet und 1994 restauriert.
Die Säule hat einen fünfzonigen Aufbau. Oberhalb des Sockels (mit einer Restaurierungsinschrift und dem Stifterwappen des Ödenburger Stadtschreibers Konrad Ernst aus 1475) erheben sich drei Figurenzonen, oberhalb derer sich der Turmhelm erhebt. Auf der ersten Ebene bei den Winkeln stehen jeweils drei Heiligenstatuen mit Passionsszenen im Hintergrund. Fialen leiten zur zweiten Zone über, die mit Prophetenfiguren ausgestattet ist. In der dritten Zone befindet sich ein erneuter Sockel mit den Porträtbüsten des Stifters und des Künstlers mit ihren jeweiligen Ehefrauen. Auf diesem befinden sich Apostelfiguren und oberhalb eine Marienkrönung. 
Um die Säule herum wurde 1900 der Walther-von-der-Vogelweide-Park angelegt.

Historische Objekte aus Sandstein aus dem letzten Drittel des 14. Jahrhunderts, eine Prophetenbüste, eine weibliche Statue ohne Kopf, eine Krabbe, Fabeltiere, befinden sich im Stadtmuseum Wiener Neustadt.

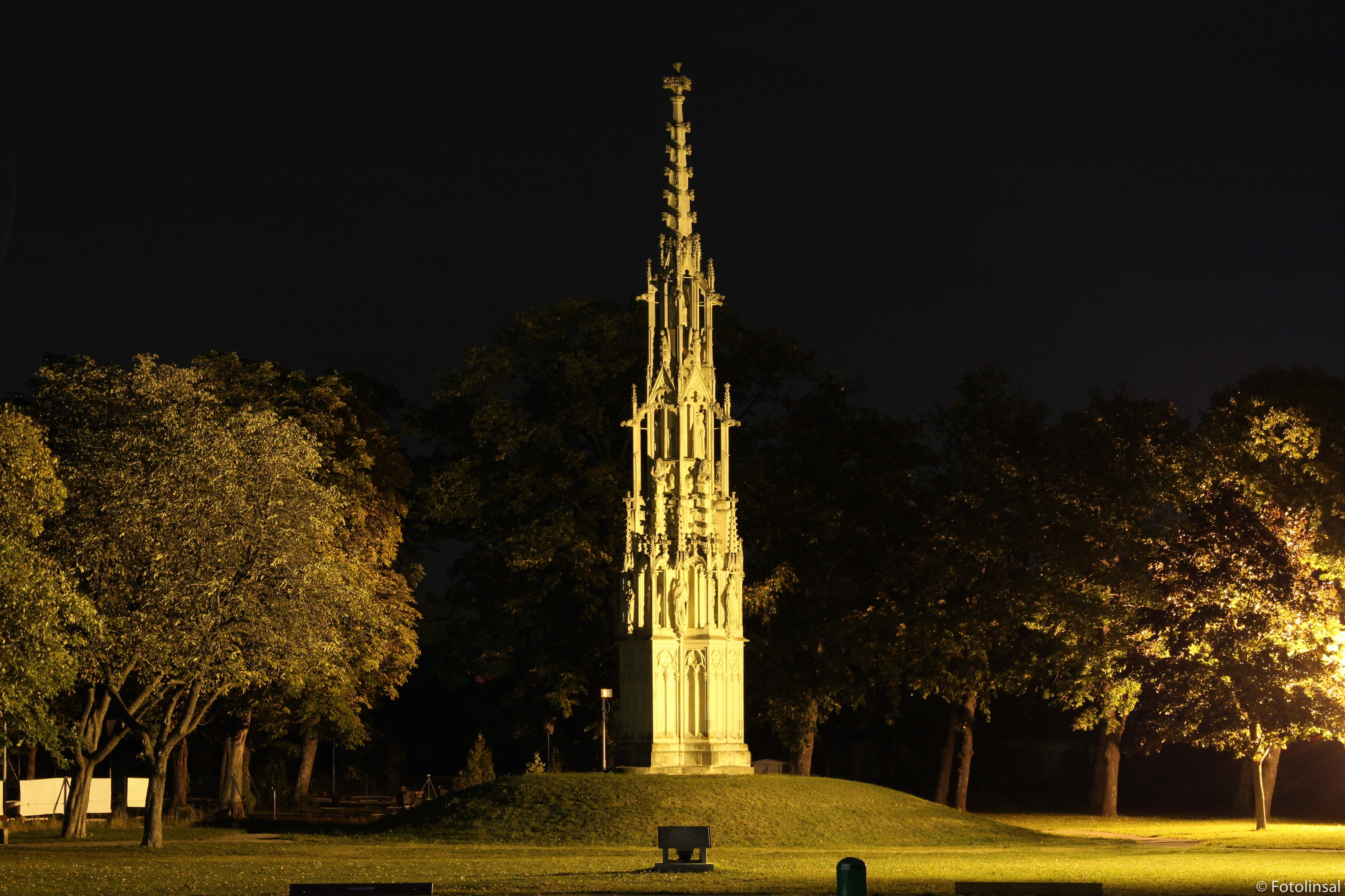
Spinnerin bei Nacht

## Ähnliche Säulen
Eine gewisse Ähnlichkeit zur Spinnerin am Kreuz besitzen neben der gleichnamigen, jüngeren und niedrigeren Spinnerin am Kreuz von Wien am Wienerberg, die Tutzsäule in Klosterneuburg, eine nur noch als Fragment stehende ehemals 14 meter hohe gotische Säule in Mödling,  das Hochkreuz in Bonn, das Hochkreuz in Frauenwüllersheim, die Predigtsäule und die Wegsäule beim Jakobstor, die eines der Denkmäler in der Fürst-Anselm-Allee in Regensburg ist,  sowie die Zderadsäule in Brünn.